# Hohenbuehelia metuloidea
Hohenbuehelia metuloidea är en svampart som först beskrevs av G. Stev., och fick sitt nu gällande namn av E. Horak 1971. Hohenbuehelia metuloidea ingår i släktet Hohenbuehelia och familjen musslingar.   Inga underarter finns listade i Catalogue of Life.